# Distrito de Rîbnița
El distrito de Rîbnița (en rumano: Raionul Rîbnița; en ruso: Рыбницкий район, romanizado: Rybnitskiy rayon; en ucraniano: Рибницький район, romanizado: Rybnytsʹkyy rayon) es un distrito ubicada en el norte de la parcialmente reconocida República de Transnistria, con capital en Rîbnița, aunque de iure pertenece a la República Autónoma de Transnistria como parte de Moldavia. Es el distrito ubicado en el norte de Transnistria, entre el distrito de Cámenca y el distrito de Dubăsari.   

## Geografía
El distrito de Rîbnița se encuentra entre los distritos de Șoldănești, Rezina y Orhei del resto de Moldavia, así como el raión de Podilsk del óblast de Odesa en Ucrania.   

## Historia
El distrito de Rîbnița se formó simultáneamente con la creación de la RASS de Moldavia como parte de la RSS de Ucrania, el 12 de octubre de 1924. El 2 de agosto de 1940, la región pasó a formar parte de la RSS de Moldavia. Durante la Segunda Guerra Mundial (1941-1944), la región estaba bajo ocupación rumana y formaba parte de la gobernación de Transnistria.
Desde el 31 de enero de 1952 hasta el 15 de junio de 1953, el distrito de Rîbnița, junto con otros distritos, formó parte del distrito de Chisináu. Después de la liquidación de la división del distrito, el distrito pasó nuevamente a la subordinación directa a la RSS de Moldavia. En junio de 1959, debido a la ampliación de las regiones de Moldavia, el territorio del abolido distrito de Camenca se incluyó en el raión de Rîbnița. El 19 de diciembre de 1962, la ciudad de Rîbnița fue transferida a la subordinación republicana y retirada del distrito. El 25 de diciembre de 1962, el distrito de Rîbnița fue liquidada y fusionada con el distrito de Dubăsari, pero después de 2 años (23 de diciembre de 1964) fue restaurada nuevamente. También se restauró el distrito de Camenca por decreto el 10 de enero de 1969, donde casi todos los consejos de aldea que anteriormente pertenecían al distrito de Camenca fueron transferidos del distrito de Rîbnița.

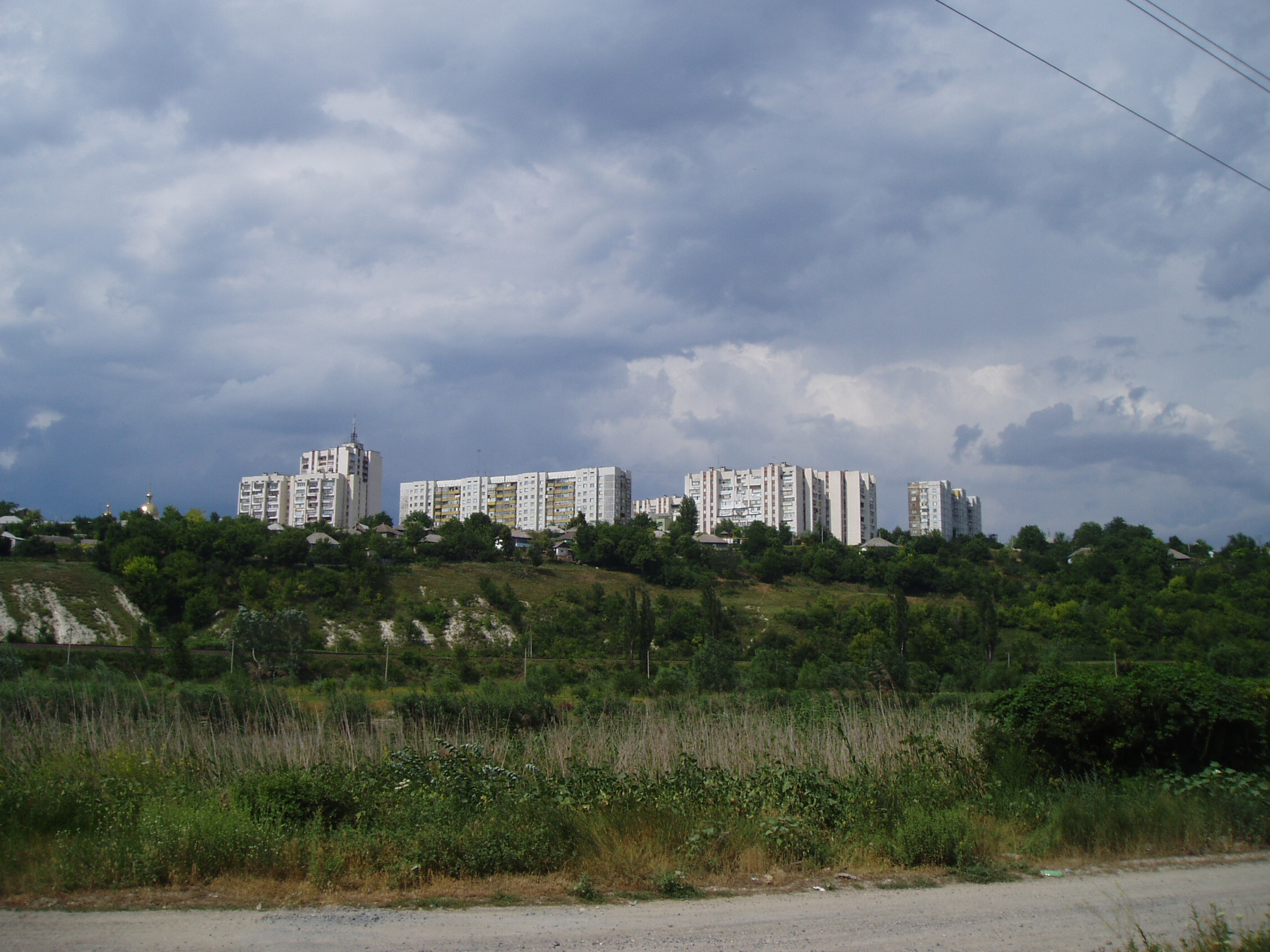
Bloques de pisos en Rîbnița

En 1991, después de que Moldavia abandonara la URSS y declarara su independencia, las regiones de la margen izquierda de la antigua RSS de Moldavia, que históricamente nunca pertenecieron a Moldavia, se declararon la República independiente de Moldavia de Pridnestrovian, conocida como Transnistria. A pesar del intento enérgico de Moldavia de devolver las regiones de la margen izquierda bajo su control, Transnistria mantuvo su independencia, aunque no fue reconocida, con el distrito de Rîbnița como parte de ella.
En 1999, Moldavia llevó a cabo una reforma administrativa, según la cual se abolió la división regional del territorio de la margen izquierda y el territorio recibió el estatus de entidad territorial autónoma de Transnistria. Sin embargo, según la constitución del Transnistria, se conservaron todos los distritos.

## División administrativa
El municipio consta de 22 comunidades administrativas con un total de 47 aldeas. Entre ellas hay una ciudad, Rîbnița.
Entre las 22 comunidades del rayón de Rîbnița se encuentran: Andreevca, Beloci, Broșteni, Butuceni, Cobasna, Crasnencoe, Ghidirim, Haraba, Hîrjău, Jura, Lenin, Mihailovca, Mocra, Molochișul Mare, Ofatinți, Plopi, Popencu, Sovetscoe, Stroiești, Ulmu, Vadul Turcului o Vărăncău.
Todos las comunidades del distrito se encuentran en el lado izquierdo o oriental del río Dniéster.

## Demografía
La población en el distrito de Rîbnița se ha visto reducida en más de 9000 personas (12%) desde la caída de la Unión Soviética.
| Distrito de Rîbnița | - | - | - | - | - | - | - | -      | 76 301 | 72 677 | 67 659 | 67 087 |
| Ciudad de Rîbnița   | - | - | - | - | - | - | - | 61 352 | 53 648 | 47 949 | 44 400 | 43 987 |

En cuanto a la composición étnica de la población, se trata de un municipio donde la mayoría de la población son ucranianos (45%), seguidos por los moldavos (30%) y rusos (17%).
|              | 1939      | 1939       | 2004      | 2004       |
| Grupo étnico | Población | Porcentaje | Población | Porcentaje |
| ------------ | --------- | ---------- | --------- | ---------- |
| Moldavos     | 17 251    | 32,16%     | 24 685    | 29,85%     |
| Rusos        | 2696      | 5,03%      | 14 237    | 17,22%     |
| Ucranianos   | 28 503    | 53,14%     | 37 554    | 45,41%     |
| Polacos      | 1000      | 1,86%      | 528       | 0,64%      |
| Bielorrusos  | -         | -          | 412       | 0,50%      |
| Búlgaros     | 53        | 0,10%      | 309       | 0,37%      |
| Judíos       | 3776      | 7,04%      | 177       | 0,21%      |
| Alemanes     | 33        | 0,06%      | 150       | 0,18%      |
| Gagaúzos     | -         | -          | 149       | 0,18%      |
| Otros        | 322       | 0,60%      | 543       | 0,66%      |
| Total        | 53 634    | 100%       | 82 699    | 100%       |

La división de la población en municipios es la siguiente:
|                                   | 2004       | 2004       | 2004       | 2004       | 2004         | 2004      |
|                                   | Moldavos   | Rusos      | Ucranianos | Búlgaros   | Otros grupos | Total     |
| Población                         | Porcentaje | Porcentaje | Porcentaje | Porcentaje | Porcentaje   | Población |
| --------------------------------- | ---------- | ---------- | ---------- | ---------- | ------------ | --------- |
| Rîbnița/Rybnitsa                  | 20,9%      | 21,9%      | 46,4%      | 0,4%       | 3,0%         | 53 648    |
| Hîrjău/Yerzhovo                   | 17,2%      | 13,7%      | 67,0%      | 0,2%       | 2,0%         | 2893      |
| Vărăncău/Voronkovo                | 32,5%      | 7,6%       | 57,3%      | 0,8%       | 1,8%         | 2739      |
| Crasnencoe                        | 18,4%      | 7,9%       | 71,9%      | 0,8%       | 1,1%         | 1989      |
| Popencu                           | 34,9%      | 19,1%      | 43,3%      | 0,8%       | 1,9%         | 1533      |
| Jura                              | 96,0%      | 2,0%       | 1,4%       | 0,1%       | 0,4%         | 1513      |
| Mocra                             | 58,5%      | 3,9%       | 36,8%      | 0,3%       | 0,5%         | 1430      |
| Butuceni                          | 94,5%      | 2,6%       | 1,9%       | 0,1%       | 0,9%         | 1411      |
| Cobasna                           | 23,8%      | 7,6%       | 67,2%      | 0,1%       | 1,2%         | 1360      |
| Plopi                             | 91,9%      | 2,3%       | 5,4%       | 0,1%       | 0,3%         | 1277      |
| Ghidirim                          | 37,2%      | 9,4%       | 52,7%      | 0,2%       | 0,5%         | 1255      |
| Ofatinți/Vyhvatintsy              | 88,5%      | 4,2%       | 5,4%       | 0,1%       | 1,8%         | 1187      |
| Molochișul Mare/Bolshoi Molokish  | 86,9%      | 5,5%       | 7,1%       | -          | 0,5%         | 963       |
| Zăzuleni                          | 67,2%      | 11,3%      | 19,0%      | 0,4%       | 2,0%         | 935       |
| Vadul Turcului/Vadaturkovo        | 14,3%      | 7,4%       | 76,4%      | 0,1%       | 1,8%         | 796       |
| Ulmu                              | 11,2%      | 8,9%       | 76,7%      | 0,4%       | 2,7%         | 738       |
| Haraba                            | 12,3%      | 7,3%       | 80,4%      | -          | -            | 730       |
| Stroiești                         | 91,4%      | 2,5%       | 5,1%       | 0,4%       | 0,6%         | 689       |
| Mihailovca                        | 96,3%      | 2,3%       | 1,4%       | -          | -            | 571       |
| Beloci                            | 16,2%      | 7,3%       | 75,4%      | -          | 1,1%         | 524       |
| Broșteni                          | 80,8%      | 2,4%       | 15,1%      | 0,2%       | 1,4%         | 496       |
| Sovietscoe                        | 49,5%      | 9,1%       | 37,9%      | 0,6%       | 2,9%         | 483       |
| Andreevca                         | 7,9%       | 4,9%       | 85,2%      | -          | 2,0%         | 445       |
| Molochișul Mic/Malyy Molokish     | 4,5%       | 81,4%      | 13,0%      | -          | 1,2%         | 424       |
| Stanislavca                       | 14,8%      | 4,9%       | 79,8%      | 0,3%       | 0,3%         | 386       |
| Sărăței                           | 19,6%      | 8,0%       | 71,8%      | -          | 0,6%         | 326       |
| Jurca                             | 94,1%      | 2,8%       | 1,6%       | 0,4%       | 1,2%         | 254       |
| Ivanovca                          | 5,5%       | 7,7%       | 86,8%      | -          | -            | 220       |
| Vladimirovca                      | 15,5%      | 4,4%       | 79,0%      | -          | 1,1%         | 181       |
| Lenin                             | 39,2%      | 9,4%       | 50,3%      | -          | 1,2%         | 171       |
| Vasilievca                        | 74,0%      | 6,2%       | 19,9%      | -          | -            | 146       |
| Mihailovca Nouă/Novaya Mijaylovka | 6,5%       | 28,2%      | 62,9%      | -          | 2,4%         | 124       |
| Gherșunovca                       | 6,7%       | 8,7%       | 81,7%      | -          | 2,9%         | 104       |
| Pîcalova                          | 1,0%       | -          | 96,0%      | -          | 3,0%         | 100       |
| Buschi                            | 2,0%       | 5,1%       | 91,9%      | 1,0%       | -            | 99        |
| Șmalena                           | 2,3%       | 3,4%       | 88,6%      | 1,1%       | 4,5%         | 88        |
| Lîsaia Gora                       | 17,6%      | 7,1%       | 75,3%      | -          | -            | 85        |
| Pervomaisc                        | 70,4%      | 7,0%       | 21,1%      | -          | 1,4%         | 71        |
| Basarabca                         | 76,3%      | -          | 23,7%      | -          | -            | 59        |
| Zaporojeț                         | 92,3%      | -          | 5,8%       | -          | 1,9%         | 52        |
| Ulmul Mic/Malaya Ulma             | 15,7%      | 7,8%       | 74,5%      | -          | 2,0%         | 51        |
| Cobasna (estación de ferrocarril) | 29,4%      | 8,8%       | 58,8%      | 2,9%       | -            | 34        |
| Novaia Jizni                      | 67,7%      | 32,3%      | -          | -          | -            | 31        |
| Dimitrova                         | 6,7%       | 6,7%       | 86,7%      | -          | -            | 30        |
| Chirov                            | 44,4%      | 18,5%      | 37,0%      | -          | -            | 27        |
| Șevcenco                          | 13,6%      | 9,1%       | 77,3%      | -          | -            | 22        |
| Pobeda                            | 28,6%      | 14,3%      | 57,1%      | -          | -            | 7         |
| Suhaia Rîbnița                    | -          | -          | 100,0%     | -          | -            | 2         |
| Composición total del distrito    | 29,8%      | 17,2%      | 45,4%      | 0,4%       | 2,4%         | 82 699    |

El idioma de comunicación interétnica es el ruso (99,9% de la población habla al nivel de la primera o segunda lengua nativa).

## Infraestructura
El sistema de salud incluye 2 hospitales, 14 policlínicos, 23 centros de salud, una institución sanitaria y epidemiológica, una estación de ambulancia, 18 farmacias, un hogar de ancianos y discapacitados y un sanatorio.
Hay 32 instituciones de clubes, 8 museos, 31 bibliotecas en el distrito.

## Personajes ilustres
- Teodor Tomasz Jeż (1824-1915): escritor polaco conocido como Zygmunt Miłkowski, líder del movimiento de liberación nacional polaco.
- Antón Rubinstein (1829-1894): pianista, compositor, director de orquesta, profesor y figura pública musical ruso, fundador del Conservatorio de San Petersburgo.
- Kirill Antonovich Shtirbu (1915-1997): actor moldavo y artista del Pueblo de la URSS (1960).
- Ilya Bogdesko (1923-2010): artista gráfico moldavo, que fue nombrado artista del pueblo de la URSS en 1963.
- Petru Pascari (1929): político moldavo que fue primer ministro de la RSS de Moldavia en dos periodos (1970-1974 y 1990).
- Aleksei Sozinov (1930-2018): genetista agrícola ucraniano, académico de la Academia de Ciencias de la RSS de Ucrania, académico de la Academia de Ciencias Agrícolas de toda Rusia.
- Eugen Doga (1937): compositor moldavo y ruso, artista del pueblo de Moldavia (1974) y la URSS (1987) que fue el compositor de la música de las ceremonias de inauguración y cierro de los Juegos Olímpicos de Moscú 1980.